# Eopteranodon
Eopteranodon (лат.) — род птерозавров из надсемейства Azhdarchoidea, живших во времена раннемеловой эпохи (129,4—122,46 млн лет назад) на территории современного Китая.
Род в 2005 году назвали китайские палеонтологи Люй Чзюньчан и Чжан Синляо. Типовым и единственным видом является Eopteranodon lii. Он основан на голотипе BPV-078, неполном скелете с черепом, найденном в геологической формации Исянь, возле города Бэйпяо, провинция Ляонин (Китай). Беззубый череп несёт большой гребень, похожий на имеющийся у птеранодона. У черепа отсутствует кончик клюва, но при жизни животного он был 200 миллиметров длиной. Размах крыльев был равен 1,1 метра. Второй образец D2526, описанный в 2006 году, имел бо́льший размах крыльев. Несмотря на сходство найденных образцов с птеранодоном, авторы описания не включили Eopteranodon в то же семейство, а отнесли его к надсемейству Dsungaripteroidea incertae sedis. Филогенетическое исследование, проведённое теми же авторами немногим позже, нашло этого птерозавра представителем надсемейства Azhdarchoidea, к которому относятся имевшие гребни птерозавры тапежара и Tupuxuara, а также длинношеий гигант кетцалькоатль. Дальнейший анализ других недавно открытых форм, в 2006 году считавшихся базальными аждархоидами, заставил авторов, совместно с Дэвидом Анвином, поместить птерозавра в семейство Chaoyangopteridae.
В 2014 году были проведены два независимых исследования, авторы одного из которых отнесли род Eopteranodon к тому же надсемейству Azhdarchoidea, а авторы второго — к семейству тапеярид.